# Glioblastocladium australiense
Glioblastocladium australiense är en svampart som beskrevs av Matsush. 1989. Glioblastocladium australiense ingår i släktet Glioblastocladium, divisionen sporsäcksvampar och riket svampar.   Inga underarter finns listade i Catalogue of Life.